# Joseph Sifakis
Joseph Sifakis (řecky: Ιωσήφ Σηφάκης; 26. prosince 1946, Heráklion) je řecko-francouzský informatik. V roce 2007 obdržel Turingovu cenu, za práci na automatických způsobech hledání chyb v návrzích počítačového hardwaru a softwaru.
Vystudoval elektrotechniku na Národní technické univerzitě v Athénách (bakalářská úroveň, 1969) a počítačovou vědu na Université Grenoble-Alpes (magisterská úroveň, 1972, doktorát, 1974). Poté pracoval v Centre national de la recherche scientifique a v laboratořích Verimag v Gières, které roku 1993 založil. Od roku 2008 pracuje v Institut National de Recherche en Informatique et en Automatique v Grenoblu. Roku 1976 se stal francouzským občanem.